# Квинтилиани (станция метро)
«Квинтилиани» (итал. Quintiliani) — станция линии B римского метрополитена. Построенная в 1990 году и введенная в эксплуатацию 23 июня 2003 года, она расположен на улице Виа делла Пьетра Сангвинья и получила свое название из-за древнего Казале-дей-Квинтилиани, который находился рядом со станцией. 13 лет после начала работы линии B поезда метро следовали без остановки мимо этой станции, пока она не была введена в эксплуатацию.

## История
Несмотря на то, что она была построена в 1990 году, в рамках плана продления линии B от Термини до Ребиббиа, эта станция была закрыта для публичного пользования вплоть до 2003 года. Было запланировано, что станция будет служить Восточной Системе Направления, которая так и не воплотилась в жизнь. Это был крупный строительный план, который должен был заинтересовать зоны от Номентано до Пьетралата и, в связи с задержкой реализации такого проекта, Квинтилиани так и осталась станцией-призраком, на которой поезда шли без остановок.
Из — за сложившейся ситуации, понадобилось время для того, чтобы провести необходимые строительные работы. В 2003 году были завершены корректировки — ремонт дорожного покрытия, установка точек освещения общественных мест, парковка на 80 мест, а также площадка, которая служит в качестве конечной остановки для общественного транспорта.
Торжественное открытие состоялось 23 июня того же года и одновременно было также принято решение о создании новой линии, которая соединяет станцию с окружающими районами и близлежащей больницей Сандро Пертини.
Станция полностью подземная, поэтому она не имеет внешнего здания, кроме лестничных перил и входа в лифт; два объединенных лестничных пролета ведут прямо к платформе, откуда поезда отправляются в направлении Лаурентина.

## Окрестности и достопримечательности
Вблизи станции расположены:
- Больница имени Алессандро Пертини

## Наземный транспорт
Автобусы: 441.